# 호마 FC
호마 FC(페르시아어:  هما)는 테헤란를 연고지로 하는 이란의 축구 클럽이다.